# Martinskirche (Gomadingen)

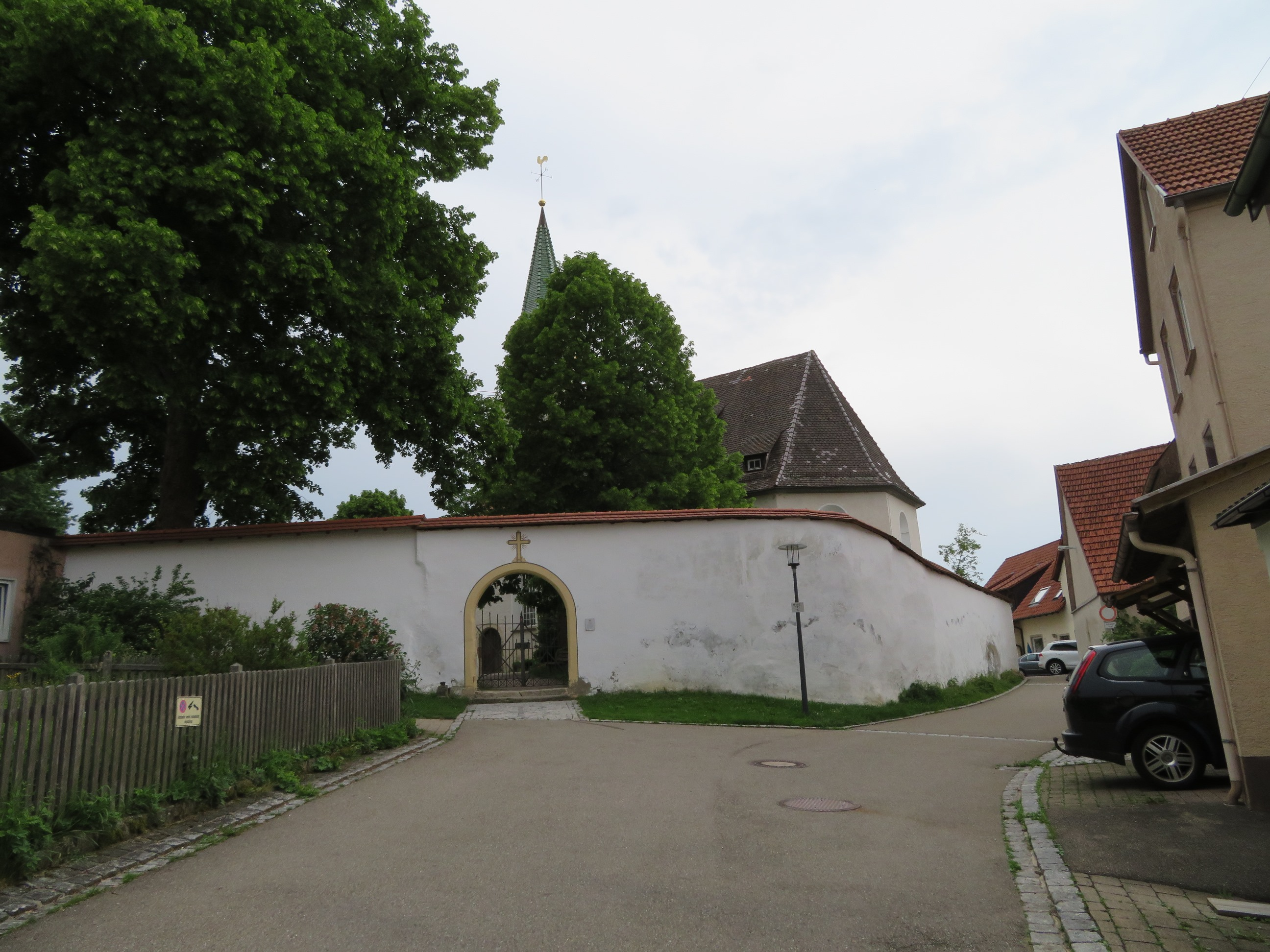
Blick zur Gomadinger Martinskirche

Die evangelische Martinskirche Gomadingen im Hauptort der Gemeinde Gomadingen im Landkreis Reutlingen, Baden-Württemberg, wurde im 18. Jahrhundert erbaut. In ihrem heutigen Ausbau hat sie ca. 300 Sitzplätze.

## Geschichte
Eine Martinskirche in Gomadingen wurde um 1180 erstmals erwähnt. Ihr Patronsname weist auf eine fränkische Gründung hin. Das ursprüngliche Gebäude wurde im 18. Jahrhundert abgebrochen und 1760 die heute bestehende Kirche erbaut. Sie ist von einem Friedhof umgeben. Die Kirche befindet sich am höchsten Punkt des Ortes und das Kirchenareal ist mit einer Mauer eingefriedet.

## Architektur und Ausstattung
Die Bauform der Martinskirche als Querkirche hatte sich vor allem in Württemberg bereits 200 Jahre zuvor herausgebildet: Ein gegenüber der Raum-Längsachse quer auf die Kanzel an der Südwand ausgerichtete Konzeption mit dreiseitig bis in den nicht eingezogenen 3/8-Chorschluss umlaufender Empore. Auch das Gestühl im Parterre dürfte bis ins 20. Jahrhundert dementsprechend angeordnet gewesen sein. Der Altar und der Taufstein haben dort in der östlichen Mitte ihren frei zugänglichen Platz. Die Emporenbrüstung trägt einen bauzeitlichen Bilderzyklus (vier Propheten, vier Evangelisten, die Apostel sowie Bilder aus dem Leben Jesu) von Johann August Romay, die Südwand ein großes protestantisches Andachtsbild. Die Stuckdecke mit sehr sparsam verwendeten floralen Arabesken wurde geschaffen von einem Mitglied der überregional bedeutenden Degginger Stuckateurfamilie Schweizer. Durch die Klarverglasung der Fenster wirkt der Barockraum hell und freundlich.

## Gegenwart
Die Martinskirche gehört zur evangelischen Kirchengemeinde Gomadingen-Steingebronn im Kirchenbezirk Bad Urach-Münsingen der Evangelischen Landeskirche in Württemberg.
In den Jahren 2016/17 wurde die Kirche umfassend saniert.
Gottesdienste finden hier an jedem Sonntag statt. Darüber hinaus wird die Kirche für Konzerte genutzt.
Der Kirchturm wird vom geschützten Großen Mausohr bewohnt, das dort auch seine Wochenstube hat.